# Bois-Grenier
Bois-Grenier – miejscowość i gmina we Francji, w regionie Hauts-de-France, w departamencie Nord.
Według danych na rok 1990 gminę zamieszkiwało 1356 osób, a gęstość zaludnienia wynosiła 187 osób/km² (wśród 1549 gmin regionu Nord-Pas-de-Calais Bois-Grenier plasuje się na 467. miejscu pod względem liczby ludności, natomiast pod względem powierzchni na miejscu 504.).